# Brief

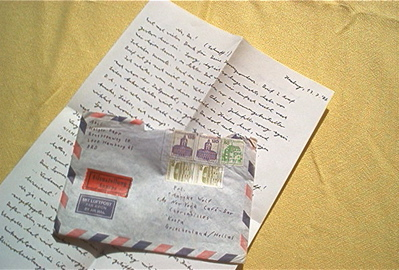
Persönlicher Brief

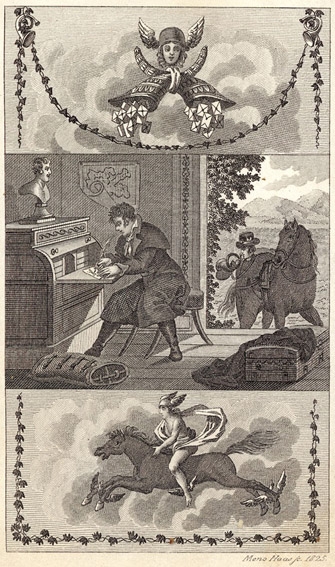
Hastiger Briefschreiber und Postillon, Neuer gemeinnützlicher Briefsteller für das bürgerliche Geschäftsleben, Berlin 1825

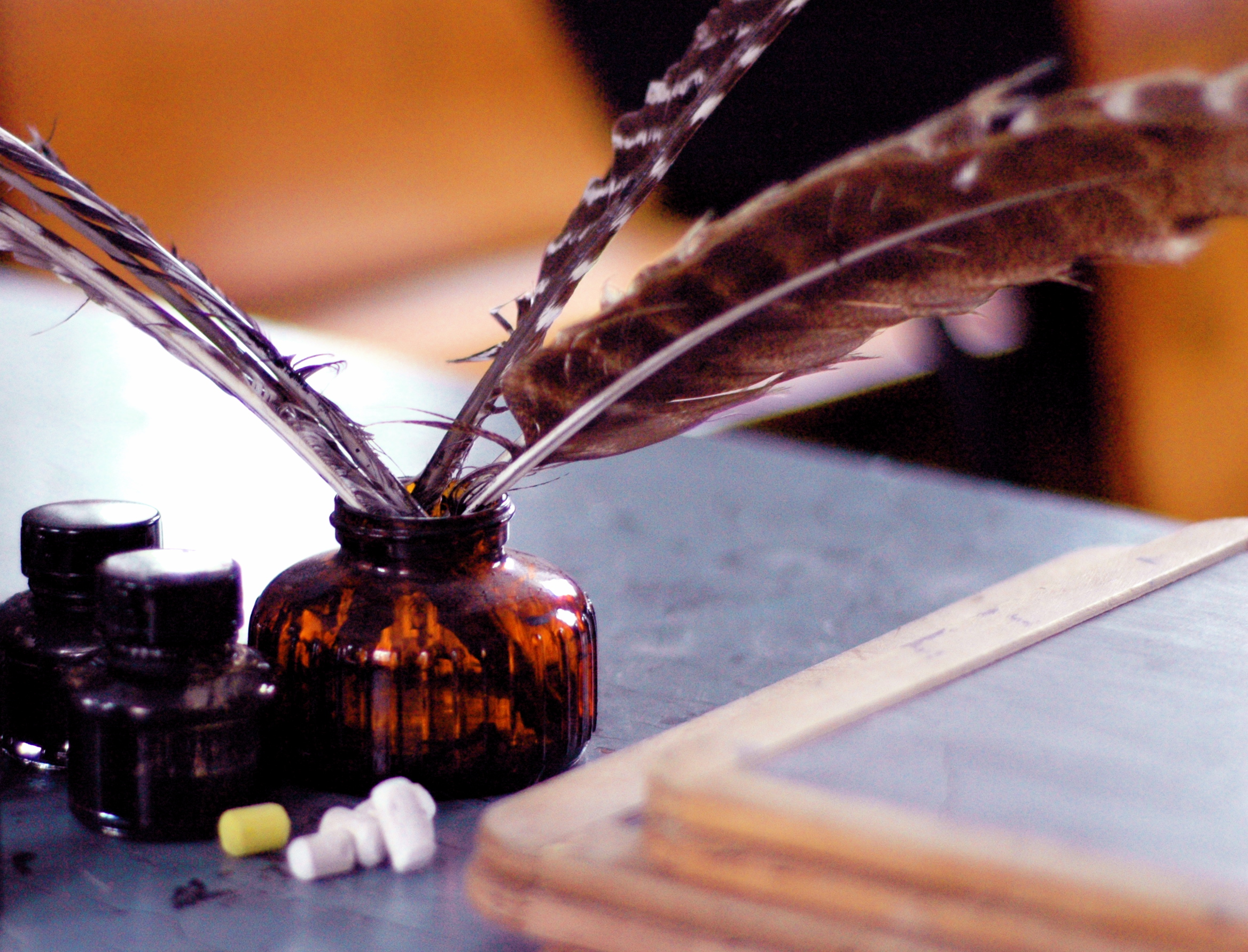
Briefe setzen Schreibmaterial voraus, Federkiele.

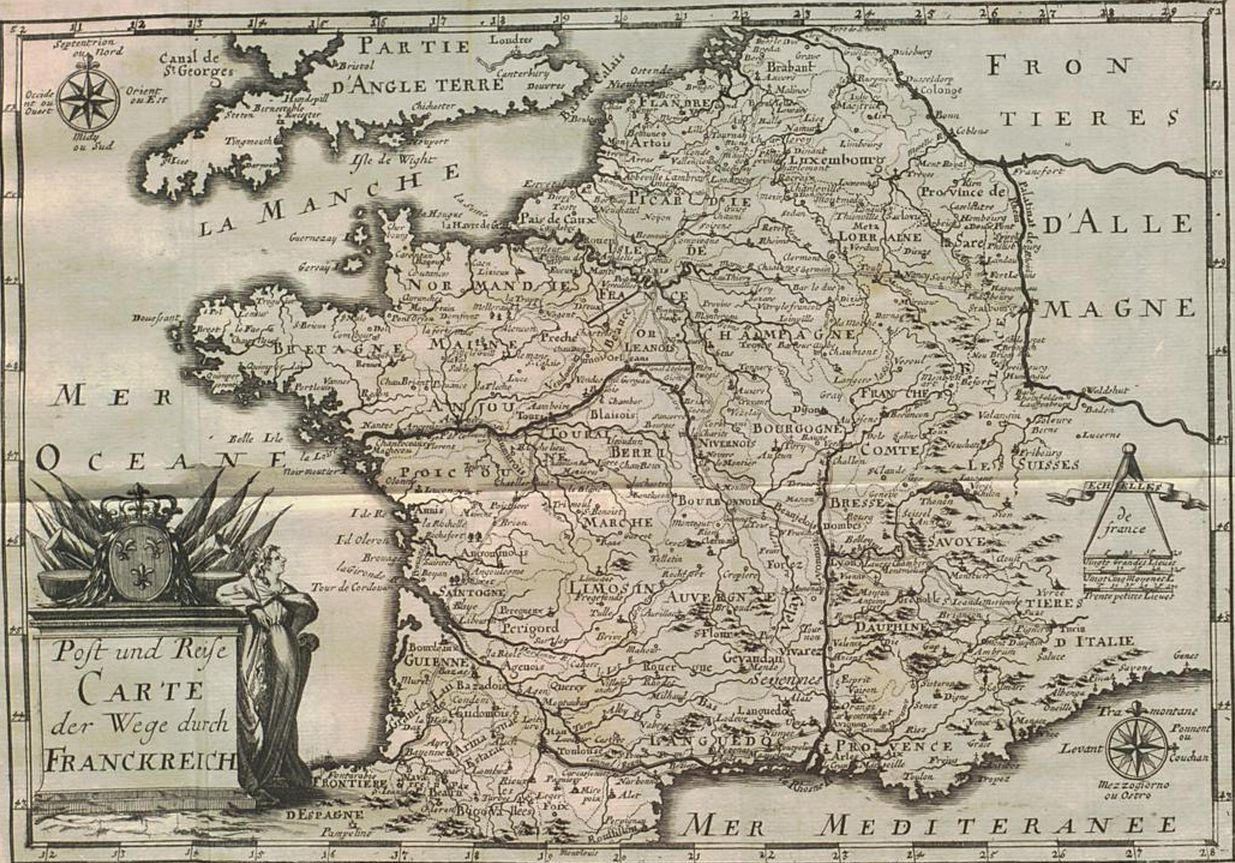
„Post und Reisecarte der Wege durch Franckreich“ (1703)

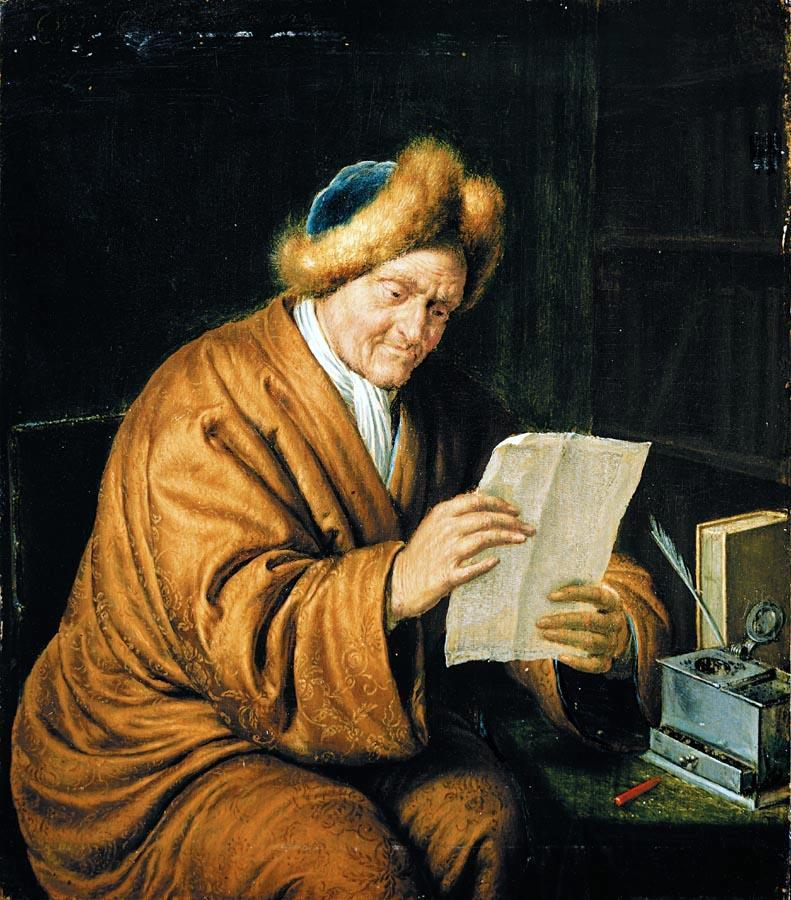
Willem van Mieris: Lesender Greis, 1729

Rudolf Epp: Der Liebesbrief; um 1896

Der Brief (ab dem 12. Jh. ursprünglich als sentbrief in der heutigen Bedeutung, von lateinisch brevis libellus bzw. im 6. Jh. von spätlateinisch breve, „kurzes Schreiben, Urkunde“, zu brevis ‚kurz‘) ist eine auf Papier festgehaltene Nachricht, die meist von einem Boten überbracht wird und eine für den Empfänger gedachte persönliche Botschaft enthält. Ein Brief wird gefaltet (Faltbrief), ist als Brief, Briefchen oder Brieflein auch eine (pharmazeutische) Bezeichnung für Tüte bzw. Apothekerbriefchen, oder in einem Umschlag (Umschlagbrief) verschickt. Außerdem kann eine Briefsendung damit gemeint sein.
Der Brief besteht meist aus der Angabe zu Ort und Tag des Verfassens, der Anrede, dem Text und der Schlussformel. Der Umschlag enthält in der Regel Angaben zum Absender, die Empfängeranschrift und bei Versand eine Freimachung.
Der Brief ist ein Kulturprodukt, das die Überwindung der Illiteralität zur Voraussetzung hat und das die Entwicklung der geschriebenen Sprache zur Grundlage nimmt. Seine Verwendung als Kommunikationsmittel setzt eine Schreib- und Lesekompetenz (etwa als Schrift in einer visuell-grafischen Wahrnehmung im Sinne von Schreiben, Lesen bzw. der Anwendung von Schreibmaterialien und Schriftträgern) voraus.
Mit der Entwicklung moderner Kommunikationstechniken haben auf Papier geschriebene Briefe in den letzten Jahrzehnten zunehmend ihre Bedeutung verloren.

## Geschichte
Die Anfänge des Verfassens einer solchen Mitteilung gehen auf die Babylonier zurück, die Nachrichten in Tontafeln ritzten. Im Alten Ägypten dagegen dienten Papyri als Schriftträger für Briefe. Im antiken Griechenland und Rom benutzte man zu diesem Zweck mit Wachs beschichtete Tafeln aus Holz. Seit den ersten Verfassern solcher Mitteilungen hat sich der Zweck eines Briefes kaum geändert: Er ist immer noch ein Mittel zur öffentlichen Meinungsäußerung (z. B. Leserbriefe in einer Zeitung), eine literarische Form (vgl. Goethes Briefroman „Die Leiden des jungen Werthers“, die Paulusbriefe des Neuen Testaments der Bibel) sowie ein Instrument zur Verbreitung amtlicher (z. B. kultusministerieller Schreiben) und Übermittlung persönlicher Nachrichten (z. B.: Liebesbrief). Bereits in der frühen Neuzeit entwickelte sich der Brief auch zum Sammlerobjekt; eine der größten seit damals erhaltenen Sammlungen in Deutschland ist die von Christoph Jacob Trew.
Briefe werden in den Geisteswissenschaften nach historischen, literaturwissenschaftlichen und kulturwissenschaftlichen Gesichtspunkten untersucht. Ein Pionier der deutschen Briefforschung war der Bibliothekar und Kulturwissenschaftler Georg Steinhausen, dessen Geschichte des deutschen Briefes 1889–1891 in zwei Bänden erschien.

### Geschichte des Briefs und der Post im Frankreich des 18.Jahrhunderts
Das Brieftransportwesen im 18. Jahrhundert konnte allgemein betrachtet auf unterschiedliche Transportmittel zurückgreifen. Diese bedienten einen postalischen Datenaustausch mit unterschiedlichen Beförderungsgeschwindigkeiten.
Ein Briefverkehr setzt zum einen das entsprechende Schreibmaterial sowie Schriftträger und zum anderen den Transport der geschriebenen Texte etc. von einem Ort zum nächsten voraus. Die Portobriefe (d. h. der Empfänger zahlte die Transportgebühr) stellten die Regel dar. Porto bedeutet unbezahlte Gebühr. Schon ab dem 16. Jahrhundert vermerkte man in Frankreich auf den Postsendungen en diligence (übersetzt „mit Eile“, auch „mit Sorgfalt“). Von diesem Vermerk rührt es her, dass französische Postkutschen ihre Bezeichnung diligences erhielten. Zum Ende des 18. Jahrhunderts entwickelte man die Stahlfeder, welche in einem Halter, dem Federhalter, eingelassen wurde. Zuvor waren die Federkiele verbreitet und wurden allmählich verdrängt.
Bis zur Entwicklung der Chlorbleiche (Eau de Javel 1789 durch Claude-Louis Berthollet) waren die einzigen verfügbaren Faserrohstoffe zur Papierherstellung die hellen Hadern aus Leinen, Hanf oder sehr selten Baumwolle. In Verbindung mit Spinnerei- und Seilereiabfällen wurde damit das sogenannte Hadernpapier hergestellt.
Als Reise- und Transportmittel standen im 18. Jahrhundert im Wesentlichen die Bewegung zu Fuß, das selbstständige Reiten, die Fahrt in einer Kutsche (Postkutsche) oder über Wasserwege zur Verfügung.
Im Jahre 1671 gründeten die Familien Pajot und Rouille im Zentrum von Paris (Pariser Stadtpost) in der Rue des Bourdonnais № 34 gegenüber der № 9 und 11 Rue des Déchargeurs die erste Poststelle, premier centre Postal de Paris. Sie waren Ferme générale des Postes unter Ludwig XIV.
Zu Beginn des 17. Jahrhunderts erschien die Briefpost, die durch Beiträge des surintendant général des postes finanziert wurde. Man erhob einen Preis für den Brief, der vom Empfänger bezahlt wurde. Die Briefe reisten von einer Poststation zur nächsten, unterbrochen durch die Relaisstationen, wo die Pferde gewechselt wurden. Die Posttransporte wurden von einem Postillon begleitet. Er war für die Führung bis zur jeweiligen nächsten Station verantwortlich und brachte dann die Pferde allein zu der ursprünglichen Relaisstation zurück. Die Distanz der Relaisstationen betrug durchschnittlich 7 französische Meilen oder 28 km, daher die berühmten Siebenmeilenstiefel im Märchen von Charles Perrault Le Petit Poucet.

#### Post- und Reisewege durch Frankreich
Im 18. Jahrhundert betrug die durchschnittliche Entfernung zwischen zwei Relaisstationen 16 Kilometer. Ein Brief von Paris aus geschickt benötigte bis Lyon 2 Tage und 8 Stunden und etwas mehr als 4 Tage bis Marseille. Es gab damals etwa 1400 Poststationen. Im Jahre 1760 gründete Claude Humbert Piarron de Chamousset (1717–1773) eine Poststelle in Paris. Mit 200 Briefträgern, facteurs – sie machten mit Klappern auf sich aufmerksam –, sorgte er für die Postzustellung und sicherte eine Verteilung innerhalb von drei Tagen zu.

### Der „Zeitungs“-Brief
Im 16. Jahrhundert wurde in Europa eine Briefform üblich, die sich der Zeitung annäherte (und Parallelen zum sozialen Netz im Internet aufweist): „Um seine Mitteilungen gleich größeren Kreisen zukommen zu lassen, richtete der Briefschreiber sein Schreiben gar bald nicht mehr nur an einen Einzelnen, sondern in der Hauptsache gleich an eine größere Anzahl von Gesinnungsgenossen“, notierte der Zeitungschronist Ludwig Salomon 1906 und bezog sich hierbei auf Richard Grasshoff. Diese Briefe bestanden aus zwei Teilen: dem „intimen“ Teil, der sich in einem eigenen Umschlag innerhalb des größeren Briefumschlags befand, sowie einem lose ins Couvert gelegten halböffentlichen Teil, den der Adressat an Bekannte und Gleichgesinnte weiterreichen sollte, wenn er ihn für interessant hielt. Über diese gezielte Streuung von Nachrichten in einen überschaubaren Kreis entstanden unter den Korrespondenten der Zeit dezentrale Diskussionszirkel und wachsende soziale Netzwerke. Die halböffentlichen Briefbestandteile hießen Avise, Beylage, Pagelle, Zeddel, Nova und schließlich nur noch Zeitung. „Die Form, in welcher die Schreiber dieser ‚Zeitungen‘ ihre Neuigkeiten berichteten, war fast immer nur die rein relatorische“ – also eine des Zusammenhangs, nichts hart Recherchiertes, eher ein Zusammentragen von Nachrichten und Meinungen.

### Der Brief als historische Quelle

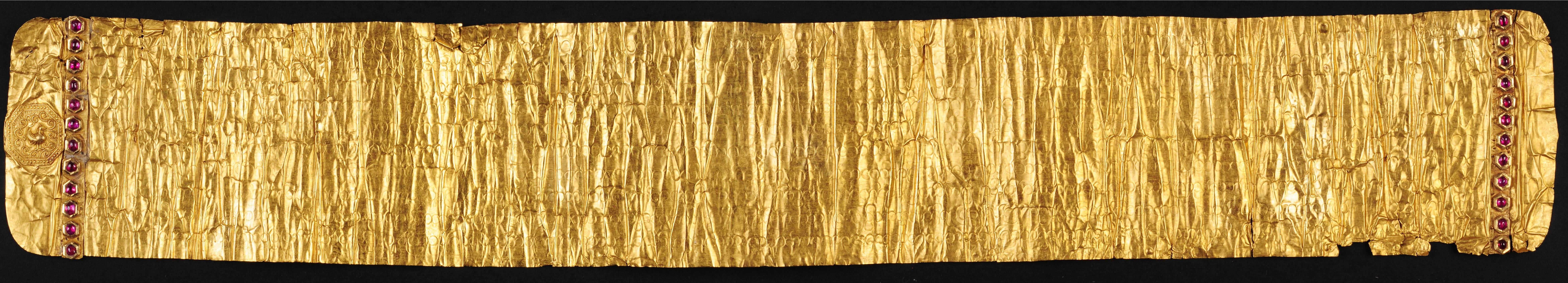
Der Goldene Brief des birmanischen Königs Alaungphaya aus dem Jahre 1756 an den britischen König Georg II.

Aus Sicht der Geschichtswissenschaft ist nur der Privatbrief ein „Brief“. Ist der Verfasser bzw. der Empfänger eine Amtsperson oder eine Institution, dann gehört das Schriftstück zu den Urkunden oder Akten. Ein „offener Brief“, der sich in Wirklichkeit an die Allgemeinheit richtet, gehört zu den literarischen Werken. Wegen der vielen Mischformen (z. B. Geschäftsbriefe, die auch Privates beinhalten) ist aber auch unter Historikern diese Terminologie nicht immer zwingend.
Briefe waren früher sehr teuer und wurden eher von Amtspersonen oder reichen Kaufleuten verschickt; ab dem 18. Jahrhundert weitet sich der Briefverkehr auf weitere Kreise der Oberschicht aus. Dieses Jahrhundert nennt man auch das Jahrhundert der Briefe. Nur vereinzelt, in wichtigen Angelegenheiten, ließen auch einfache Leute Briefe schreiben. Dazu gab es den Beruf des Briefschreibers. Oftmals wurden dabei floskelhafte Wendungen gebraucht, wodurch viel Individualität verloren ging.
Bereits seit dem 19. Jahrhundert verwendet die Geschichtswissenschaft auch überlieferte Korrespondenzen. Im 20. Jahrhundert verstärkte sich das Interesse für die Alltagsgeschichte und die Geschichte der „kleinen Leute“, sodass auch die Post dieser Menschen verstärkt ins Blickfeld geriet. Beispiele dafür sind Soldatenbriefe aus den Weltkriegen in die Heimat, die nicht (nur) wegen der Einzelschicksale interessieren, sondern, weil man darauf Aussagen über das Leben und die Mentalität größerer Personengruppen basieren möchte.
Briefe spielten auch eine wichtige Rolle für Auswanderer. Diese schrieben von ihren Erlebnissen, Erfolgen und Misserfolgen an die Daheimgebliebenen. Teilweise wurden so weitere Auswanderungswillige über die Verhältnisse im Zielland von Bekannten informiert. Mit diesem Wissen konnten sich diese besser auf die Auswanderung vorbereiten. Solche Briefe vermitteln persönliches Wissen und Erfahrungen. Die Ausgewanderten interessierten sich aber auch für das Geschehen in der ehemaligen Heimat. So finden sich Briefe von Auswanderern nach Amerika, nach Südamerika oder Russland.

### Der Briefkopf

Firmenbriefkopf der Weinkellerei Josef Weiss in Bozen-Dorf, Verwendung 1913

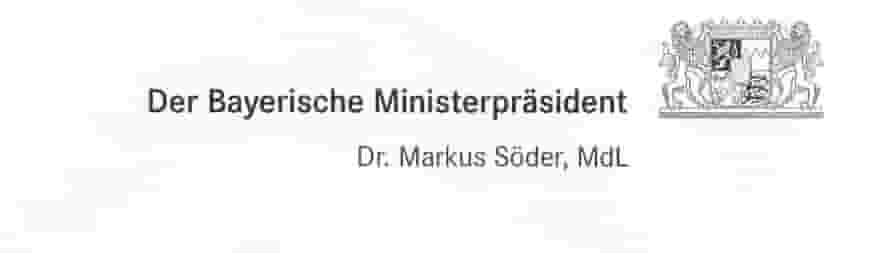
Briefkopf des Bayerischen Ministerpräsidenten Söder (in amtlicher Funktion)

Als Briefkopf bezeichnet man die üblicherweise oben auf der ersten Seite eines papiernen Briefes vorgedruckten Elemente. Während sie sich auf privatem Briefpapier immer schon auf wenige Daten beschränkten und kaum dekorative Motive zeigen (allenfalls beispielsweise ein im Prägedruck eingefügtes Wappen), sind die aufwendig gestalteten Briefköpfe von Unternehmen durchaus von historischem Interesse. Die schlichten Anfänge reichen bis zum Beginn des 19. Jahrhunderts zurück. Mit der Zunahme des Warenverkehrs und der Entpersönlichung des kaufmännischen Handelns kam es immer mehr auf eine repräsentative äußere Form der Korrespondenz an. Technisch kam diesem Bedürfnis die 1813 patentierte Schnellpresse und ein Aufschwung der Lithographie ab 1820 entgegen. Beliebte Motive in der zweiten Hälfte des 19. Jahrhunderts waren neben ornamentalem und allegorischem Schmuck vor allem Fabrikansichten und dekorativ angeordnete Wiedergaben von Preismedaillen.
Briefköpfe von öffentlichen Institutionen sind in aller Regel mit dem amtlichen Wappen oben mittig oder oben rechts gekennzeichnet.

### Postalisches

Schematische Darstellung der Fortbewegung um 1800 – und damit auch des Transports von Briefen. Die Kutsche bewegte sich mit 3 km/h wesentlich langsamer als der Bote zu Fuß, bei größerer Reichweite (40 km statt 30 km pro Tag). Das Segelschiff wies mit 18 km/h eine nur dreimal höhere Geschwindigkeit als das Pferd auf, aber seine Reichweite betrug durchschnittlich ca. 400 km – die des Reiters nur 50 km.

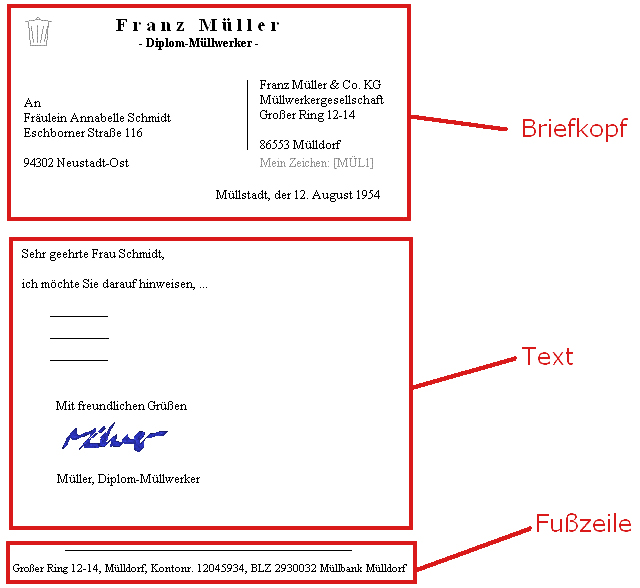
Darstellung eines Musterbriefes mit Briefkopf, Text und Fußzeile

Bis ins 19. Jahrhundert waren zusammengefaltete Bögen die übliche Form eines Briefes, während ein besonderer Umschlag die Ausnahme war. Die Form eines zusammengefalteten Foliobogens wurde die Normalgröße des Briefes, etwa 9 × 17 cm, das durchschnittliche Gewicht betrug etwa 1 Lot oder ½ Unze = rund 15 g. Alle Briefe mussten versiegelt werden (1849 aufgehoben). Die Post haftete nicht für den Verlust eines Briefes. Die Versiegelung diente dem Schutz des Briefgeheimnisses. Die Gebühr wurde von Postamt zu Postamt einzeln ausgehandelt, seltener gab es feste Tarife.
Im Königreich Westphalen waren alle Sendungen in Franken und Centimen zu berechnen. Seit dem 1. November 1810 wurde nach Entfernung und dem Gewicht gezahlt. Das Gewicht des einfachen Briefes konnte mit einer Briefwaage ermittelt werden. Er durfte 8 g schwer sein; Sendungen über 60 g sollten mit der Fahrpost befördert werden.
Im Herzogtum Braunschweig betrug 1814 das einfache Briefgewicht 1 Lot, der Preis stieg mit jedem Lot und der Entfernung. 1834 durfte der einfache Brief nur noch ¾ Lot schwer sein, der Preis stieg ab 1 Lot je ½ Lot um die Briefgebühr. Briefe über 4 Lot sollten mit der Fahrpost befördert werden. Ab 1855 durfte der einfache Brief kein volles Lot wiegen; die Entfernung spielte keine Rolle mehr. Seit 1863 war je 1 Lot 1 Groschen zu zahlen. 1865 gab es nur noch zwei Gewichtsstufen, bis 1 Postlot = 1 Groschen, bis 15 = 2 Groschen.
In Preußen regelte das Posttaxregulativ von 1825 das Briefporto nach Entfernung und Gewicht. Der einfache Brief durfte ¾ Lot wiegen. Briefe über 2 Lot gehörten zur Fahrpost. 1860 begrenzte das Briefgewicht im Inlands- und Vereinsverkehr auf 15 g (250 g). Ab 1861 galt bis 1 Lot einfach, bis 15 Lot doppeltes Briefporto.
Ab 1830 kamen gewerbsmäßig hergestellte Briefumschläge auf den Markt, sie wurden ab 1840 maschinell hergestellt. 1849 brauchten Briefe nicht mehr versiegelt zu werden. 1850 wurden Freimarken eingeführt, 1851 kamen Umschläge mit eingedrucktem Wertzeichen hinzu.
Im Norddeutschen Postbezirk galt bis 1 Lot = 1 Sgr., bis 15 Lot = 2 Sgr. Bei der Reichspost 1875 bis 15 g = 10 Pfg. und über 15 g = 20 Pfg. Das einfache Briefgewicht erhöhte sich 1900 auf 20 g. Gleichzeitig wurden Pappkästchen und Rollen zugelassen.
Neu eingeführt wurden:
- 1897 amtliche Kartenbriefe als amtliches Formblatt.
- 1908 Fensterbriefumschläge.
- 1922 Dienstliche Aktenbriefe bis 500 g.
- 1923 das Höchstgewicht für Briefe von 250 g auf 500 g angehoben.

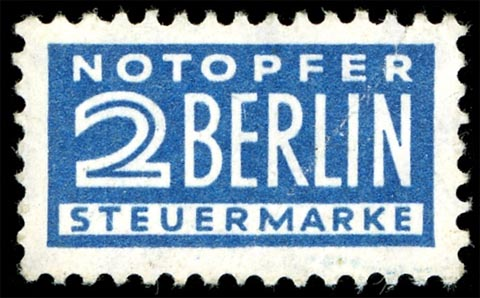
Steuermarke „Notopfer Berlin“

Nach dem Zweiten Weltkrieg wurde 1947 das Höchstgewicht von 500 g auf 1 kg angehoben. Von 1948 bis 1956 mussten fast alle Sendungen in den westlichen Zonen bzw. der Bundesrepublik zusätzlich zum Porto mit der Steuermarke Notopfer Berlin frankiert werden. Am 1. März 1963 wurden Standardbriefsendungen zu einem besonderen Tarif angeboten. 1993 wurden 4 Basisprodukte (Standard-, Kompakt-, Groß- und Maxibrief) von der Deutschen Bundespost eingeführt. Ein Standardbrief hat als Höchstgewicht 20 g und kostet seit 2025 0,95 Euro.
In heutiger Zeit werden Briefe meist über Postdienste wie z. B. die Deutsche Post übermittelt, ihr Inhalt ist durch einen Umschlag und das Briefgeheimnis geschützt. Sie sollten, müssen aber nicht verschlossen sein. Briefe werden meistens vom Absender im Voraus bezahlt (freigemacht). Dies geschieht durch Anbringung von Freimachungsvermerken in Form von Briefmarken, Freistempeln oder Aufdrucken vom Postdienstleister. Außerdem ist eine Postanschrift des Empfängers auf das Kuvert zu schreiben, gegebenenfalls zusätzlich die Adresse des Absenders. Dies ermöglicht die reibungslose Rücksendung von Briefen für den Fall, dass der Empfänger die Annahme verweigert oder nicht zu ermitteln ist. Sonderformen bei der Zustellung sind die deutsche Zustellungsurkunde, der österreichische Rückscheinbrief und das international verwendbare Einschreiben.
Durch das verstärkte Aufkommen von Elektronischer Post und dem zum 30. November 2022 eingestellten E-Postbrief geht die Bedeutung des klassischen Briefes seit Jahren zurück. Beförderte die Deutsche Post im Jahr 2008 noch 16 Mrd. Briefsendungen, waren es im Jahr 2017 nur noch 12,7 Mrd. Davon entfallen 92 % auf Geschäftsbriefe.

## Normen
Der Briefkopf sowie auch die Gestaltung von Geschäftsbriefen wird in Deutschland durch das Deutsche Institut für Normung mit der Norm DIN 5008 geregelt.
In den Fällen, in denen sich die Anschrift des Empfängers geändert hat und ein Nachsendeauftrag erteilt worden ist, können auch Briefe mit einer veralteten Zustelladresse zum Empfänger um- oder weitergeleitet werden.
Bei Verlust der Sendung wird im Falle eines gewöhnlichen Briefes keine Haftung übernommen, siehe auch Ersatzpflicht der Post.

### Elektronische Post
Seit den 1990er Jahren wird der klassische Briefverkehr immer mehr durch die E-Mail ergänzt, die insbesondere im geschäftlichen Postverkehr einige erhebliche Vorteile (Schnelligkeit, Preis) besitzt. Für die Übermittlung bedeutender Texte (z. B. Liebesbriefe, Verträge, diplomatische Noten) ist weiterhin die Briefform üblich. Seit dem Aufkommen der E-Mail wird die konventionelle Post auch scherzhaft „Schneckenpost“ oder „Sackpost“ genannt.
Eine Sonderform des Briefes ist der Werbebrief bzw. die Werbesendung, auch Mailing genannt.

### E-Postbrief

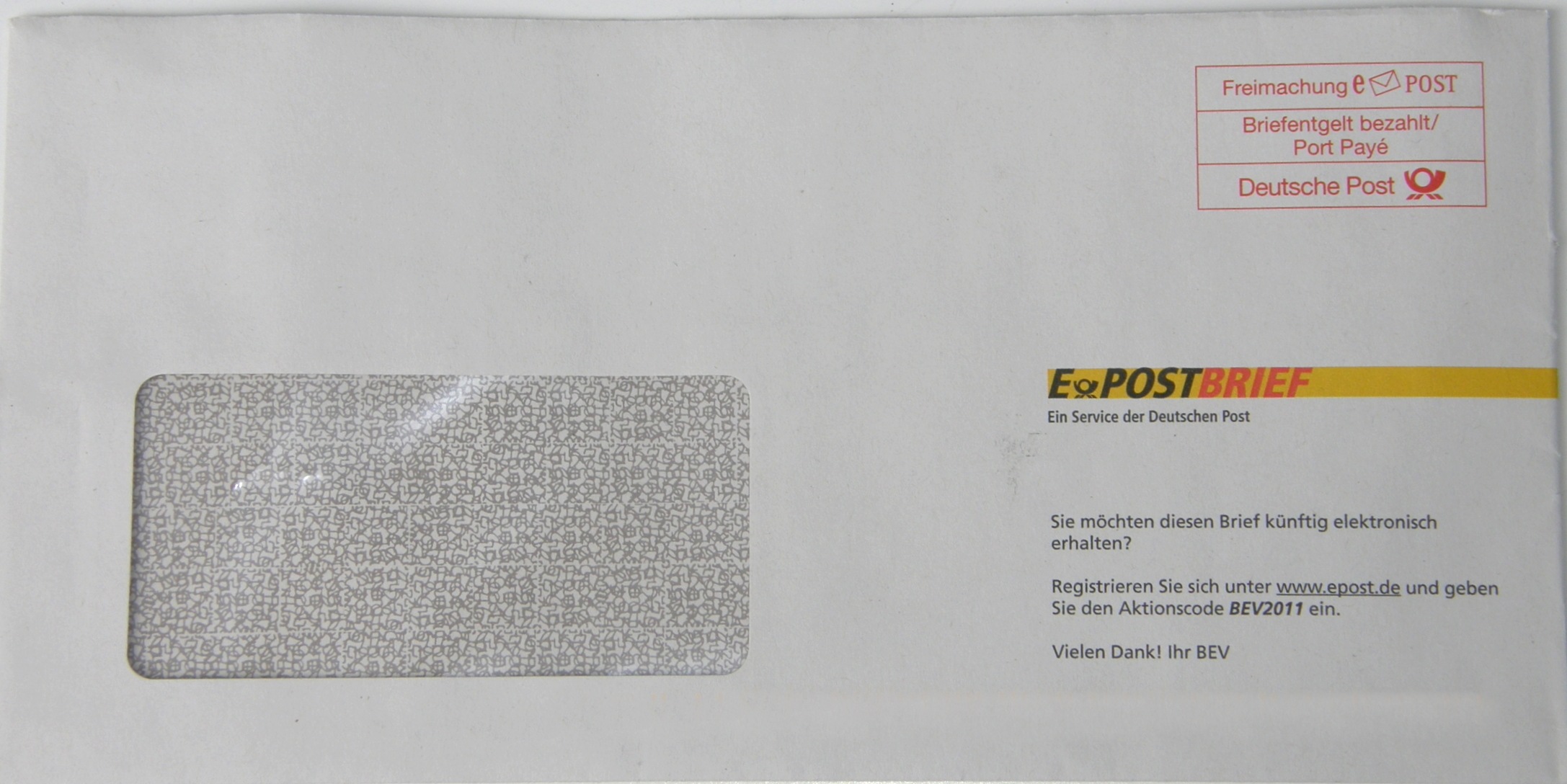
E-Postbrief

Der E-Postbrief der Deutschen Post war ein Hybridpostdienst mit angeschlossener Website für den Austausch elektronischer Nachrichten über das Internet. Er stand in Konkurrenz zu dem gesetzlich geregelten De-Mail-Verfahren und musste nach einem Gerichtsurteil eingestellt werden.

## Nicht-private Briefe und Urkunden
Offene Briefe sind solche, die – beispielsweise in Massenmedien – veröffentlicht werden und einen doppelten Adressaten haben: den explizit genannten Empfänger und die Öffentlichkeit. Weitere Sonderformen sind der Leserbrief und der Steckbrief. Als Briefe werden auch lehrhafte oder gebietende Nachrichten an Gruppen von Personen bezeichnet, so Briefe an christliche Gemeinden im Neuen Testament der Bibel, z. B. die Paulusbriefe und der Brief an die Hebräer, Luthers Sendbrief vom Dolmetschen oder der Hirtenbrief in der römisch-katholischen Kirche.
Briefe im weiteren Sinne sind Meisterbriefe, die man als Urkunden ansehen kann, ebenso Ehrenbriefe (als amtliche Anerkennung für eine ehrenamtliche Tätigkeit oder als Auszeichnung). Ebenso stellen Pfandbriefe eine Urkunde in verbriefter Form dar, die von entsprechend vertrauenswürdigen Instituten ausgestellt werden. Auf die Bedeutung von Brief als Urkunde weist die Redensart „Brief und Siegel“ hin.
In der Literatur gibt es den Briefroman, das Briefgedicht und die Epistel.

## Philatelistisches
Mit dem Erstausgabetag 1. März 2022 gab die Deutsche Post AG eine neue Postwertzeichen–Dauerserie unter der Bezeichnung Welt der Briefe heraus. Die drei Postwertzeichen mit den Nennwerten 70, 110, 195 und 225 Eurocent tragen die Bezeichnungen Brief auf Umlaufbahn, Luftpost, Mond und Briefe und Briefsonde im Weltall. Die Entwürfe stammen von der Grafikerin Bettina Walter aus Bonn.
Zu dieser Dauerserie wurde mit dem Erstausgabetag 7. Juli 2022 ein weiteres Postwertzeichen im Nennwert von 170 Eurocent mit der Bezeichnung Brief im Abendlicht herausgebracht. Auch dieser Entwurf stammt von der Grafikerin Bettina Walter aus Bonn. Mit dem Erstausgabetag 4. August 2022 wurden 4 weitere Postwertzeichen mit den Bezeichnungen Briefperle (Nennwert 32 Eurocent), Briefmühle (Nennwert 37 Eurocent), Briefbaum (Nennwert 45 Eurocent) und Ballonpost (Nennwert 95 Eurocent) der Dauerserie Welt der Briefe herausgegeben. Auch diese Entwürfe stammen von der Grafikerin Bettina Walter aus Bonn. Ergänzende Werte kamen mit dem Erstausgabetag 5. Januar 2023 in Nennwerten von 30 Eurocent
(Briefbahn), 33 Eurocent (Briefberge), 38 Eurocent (Flügelstifte), 48 Eurocent (Regenbogenbrief) und 61 Eurocent (Briefmarkenbegleiter) auf den Markt. Auch diese Postwertzeichen stammen alle von der Grafikerin Bettina Walter aus Bonn.

### Briefsammlungen
- Walter Benjamin (Hrsg.): Deutsche Menschen. Vita Nova, Luzern 1936; Suhrkamp, Frankfurt am Main 1992, ISBN 3-518-37470-2.
- Rüdiger Görner (Hrsg.): Demnächst mehr. Das Buch der Briefe. Deutschsprachige Briefe aus vier Jahrhunderten. University Press, Berlin 2008, ISBN 978-3-940432-25-4.
- Jens Haustein (Hrsg.): Briefe an den Vater. Zeugnisse aus drei Jahrhunderten. Insel, Frankfurt am Main 1987. ISBN 3-458-32745-2.
- Walter Heynen (Hrsg.): Das Buch deutscher Briefe. Insel, Wiesbaden 1957.
- Katharina Maier (Hrsg.): Große Briefe der Freundschaft – „Unsere Seelen sind ja auf dem Du-Fuß; Tausend Aller-Allerbestes Du!“ Marix, Wiesbaden 2011, ISBN 978-3-86539-256-5.
- Jürgen Moeller (Hrsg.): „Ich hoffe, der Himmel wird Deutschland erhalten“. Das 19. Jahrhundert in Briefen. Beck, München 1990. ISBN 3-406-34754-1
- Jürgen Moeller (Hrsg.): Historische Augenblicke. Das 20. Jahrhundert in Briefen. Beck, München 1999. ISBN 3-406-42119-9
- Museum für Kommunikation (Hrsg.): Meine Vielgeliebten. Briefe der Regina Leuenberger-Sommer (1848–1921) an ihre Kinder. Chronos, Zürich 1999, ISBN 3-905313-08-1.
- Museum für Kommunikation (Hrsg.): Walkenmatt. Briefe aus dem Diemtigtal, aus Russland und Amerika 1890-1946. Chronos, Zürich 2001, ISBN 3-0340-0532-6.
- Claudia Schmölders (Hrsg.): Briefe berühmter Frauen. Von Lieselotte von der Pfalz bis Rosa Luxemburg. 2. Aufl., Insel, Frankfurt am Main und Leipzig 1994. ISBN 3-458-33205-7
- Georg Steinhausen (Hrsg.): Deutsche Privatbriefe des Mittelalters. 2 Bde. Weidmann, Berlin 1899, 1907.
- Walter Schläppi-Kuster, Marianne von Bergen, Ernst Rufibach, Katharina von Steiger: Kätter-Briefe. Die Familie Abbühl in Guttannen und Amerika (1852–1932). Hrsg.: Museum für Kommunikation, Kurt Stadelmann. Chronos, Zürich 2015, ISBN 978-3-0340-1302-4.
- Hermann Uhde-Bernays: Künstlerbriefe über Kunst. Von Adolph von Menzel bis zur Moderne. Fischer, Frankfurt am Main 1963.

### Sekundärliteratur
- Bibliographie zur Briefforschung vom Institut für Textkritik
- Caroline Arni: Zeit zum Schreiben. Regina Leuenbergers Briefe aus frauen- und geschlechtergeschichtlicher Perspektive. In: Museum für Kommunikation (Hrsg.): Meine Vielgeliebten. Briefe der Regina Leuenberger-Sommer (1848–1921) an ihre Kinder. Chronos, Zürich 1999, ISBN 3-905313-08-1, S. 287–295.
- Rainer Baasner (Hrsg.): Briefkultur im 19. Jahrhundert. Niemeyer, Tübingen 1999. ISBN 3-484-10791-X
- Klaus Beyrer und Hans-Christian Täubrich (Hrsg.): Der Brief. Eine Kulturgeschichte der schriftlichen Kommunikation. Zur Ausstellung in den Museen für Post und Kommunikation Frankfurt am Main (1996–1997) und Nürnberg (1997). Edition Braus, Heidelberg 1996. ISBN 3-89466-169-0
- Anne Bohnenkamp und Waltraud Wiethölter: Der Brief  −  Ereignis & Objekt. Stroemfeld Verlag, Frankfurt am Main 2008, mit zahlreichen Illustrationen. Katalog zur gleichnamigen Ausstellung im Freien Deutschen Hochstift/Frankfurter Goethe-Museum vom 11. September bis 16. November 2008 (Veranstalter: ders. in Verbindung mit dem Deutschen Literaturarchiv Marbach). ISBN 978-3-86600-031-5
- Rolf-Bernhard Essig, Gudrun Schury: Bilderbriefe. Illustrierte Grüße aus drei Jahrhunderten. Knesebeck, München 2003. ISBN 3-89660-158-X
- Thomas Hengartner: Briefe aus dem täglichen Leben. In: Museum für Kommunikation (Hrsg.): Meine Vielgeliebten. Briefe der Regina Leuenberger-Sommer (1848–1921) an ihre Kinder. Chronos, Zürich 1999, ISBN 3-905313-08-1, S. 351–367.
- Thomas Klöti: «Und extra will ich ein schönes Postbüreau». Die Wahl von Regina Leuenberger zur Posthalterin von Ursenbach im Jahre 1905. In: Museum für Kommunikation (Hrsg.): Meine Vielgeliebten. Briefe der Regina Leuenberger-Sommer (1848–1921) an ihre Kinder. Chronos, Zürich 1999, ISBN 3-905313-08-1, S. 313–350.
- Gerald Lamprecht: Feldpost und Kriegserlebnis. Briefe als historisch-biographische Quelle. Grazer zeitgeschichtliche Studien. Bd. 1. Studien-Verlag, Innsbruck u. a. 2001. ISBN 3-7065-1549-0
- Reinhard M. G. Nickisch: Brief. Metzler, Stuttgart 1991. ISBN 978-3-476-10260-7
- Edwin Pfaffen: Der Austausch familiärer Neuigkeiten als Zeugnis vergangener Alltagswelt. Inhaltliche Aspekte des Briefwechsels von 1890 bis 1946. In: Museum für Kommunikation (Hrsg.): Walkenmatt. Briefe aus dem Diemtigtal, aus Russland und Amerika 1890–1946. Chronos, Zürich 2001, ISBN 3-0340-0532-6, S. 409–439.
- Rudolf Probst: «Tue den Brief verbrennen». Anmerkungen zur Briefkultur. In: Museum für Kommunikation (Hrsg.): Walkenmatt. Briefe aus dem Diemtigtal, aus Russland und Amerika (1890–1946). Chronos, Zürich 2001, ISBN 3-0340-0532-6, S. 387–408.
- Henner Reitmeier: Von der Post zum Posten, in: Die Brücke, Nr. 161, 3/2012, S. 5–7, Archivlink abgerufen am 17. Juni 2023
- Anita Runge, Lieselotte Steinbrügge (Hrsg.): Die Frau im Dialog. Studien zu Theorie und Geschichte des Briefes. Ergebnisse der Frauenforschung. Bd. 21. Metzler, Stuttgart 1991. ISBN 3-476-00759-6
- Brigitta Schmidt-Lauber: «Zeige mir, wie du schreibst, und ich sage dir, was du bist». Bemerkungen zu Brief und Briefkultur. In: Museum für Kommunikation (Hrsg.): Meine Vielgeliebten. Briefe der Regina Leuenberger-Sommer (1848–1921) an ihre Kinder. Chronos, Zürich 1999, ISBN 3-905313-08-1, S. 287–311.
- Fritz Schlawe: Die Briefsammlungen des 19. Jahrhunderts. Bibliographie der Briefausgaben und Gesamtregister der Briefschreiber und Briefempfänger 1815–1915. 2 Halbbände. Metzler, Stuttgart 1969.
- Ulrich Schmitz, Eva Lia Wyss: Briefkommunikation im 20. Jahrhundert. Osnabrücker Beiträge zur Sprachtheorie. Bd. 64. Obst, Duisburg 2002. ISBN 3-924110-64-6
- Georg Steinhausen: Geschichte des deutschen Briefes. Zur Kulturgeschichte des deutschen Volkes. 2 Bde. Gaertner, Berlin 1889–1891, Weidmann, Dublin/Zürich 1968 (Repr.).
- Christine Wand-Wittkowski: Briefe im Mittelalter. Der deutschsprachige Brief als weltliche und religiöse Literatur. Verlag für Wissenschaft und Kunst, Herne 2002. ISBN 3-924670-36-6
- Julia Stadter: Der Brief im Spiegel der Künste. Briefmotive und Bühnenbriefe in Malerei, Literatur und Musiktheater. Studiopunkt-Verlag, Sinzig 2015. ISBN 978-3-89564-164-0
- Arnd Beise, Jochen Strobel (in Zusammenarbeit mit Ute Pott) (Hrsg.): Letzte Briefe. Neue Perspektiven auf das Ende von Kommunikation. Röhrig Universitätsverlag, St. Ingbert 2015, ISBN 978-3-86110-576-3
- Matthias Berg/Helmut Neuhaus (Hrsg.): Briefkultur(en) in der deutschen Geschichtswissenschaft zwischen dem 19. und dem 21. Jahrhundert (Schriftenreihe der Historischen Kommission bei der Bayerischen Akademie der Wissenschaften 106). Göttingen 2021, 424 S. ISBN 978-3-525-37095-7
- Sophia Victoria Krebs: Briefe lesen : Semiotik, Materialität und Praxeologie im deutschen Brief von Mitte des 18. bis Mitte des 19. Jahrhunderts.	Göttingen: Wallstein Verlag, 2024. Zugl.: Dissertation, Bergische Universität Wuppertal, 2021. ISBN	978-3-8353-5690-0.